# Edward Gubała
Edward Hubert Gubała (ur. 3 listopada 1904 w Rakowie, zm. 24 stycznia 1980) – kapitan żeglugi wielkiej, nauczyciel i rybak. W latach stalinowskich więziony przez UB i skazany na śmierć.

## Młodość
Urodził się w Rakowie, dzisiejszej dzielnicy Częstochowy. W październiku 1920 roku wstąpił do Szkoły Handlowej w Sosnowcu, którą ukończył w roku 1923, a w 1927 z wyróżnieniem Wydział Nawigacyjny Szkoły Morskiej w Tczewie. W listopadzie 1927 roku powołano go do odbycia skróconej służby wojskowej w Marynarce Wojennej. Trzymiesięczny okres rekrucki odbywał się w Świeciu a półroczny kurs podchorążych marynarki wojennej w Toruniu. 1 lipca 1937 powołany został na sześciotygodniowe ćwiczenia wojskowe w Dowództwie Marynarki Wojennej w Pińsku. Karierę morską rozpoczął od stopnia IV oficera na statku szkolnym „Lwów”. W latach 1929–1935 pływał, zaczynając jako III i II oficer, a od 1936 roku jako kapitan, na statkach armatorów Żegluga Polska i Polskarob.

## II wojna światowa
1 września 1939, jako dowódca statku „Robur IV”, odebrał depeszę kierującą go, w związku z wybuchem wojny, do najbliższego neutralnego portu, w tym przypadku do Göteborga. Tam sformował się konwój złożony z pięciu polskich statków, które przez Bergen zdołały się przeprawić nie niepokojone do Wielkiej Brytanii (na każdym z nich znajdowali się uczniowie Szkoły Morskiej i członkowie załogi unieruchomionego w Szwecji Daru Pomorza). Na „Roburze IV”, przemianowanym na „Częstochowę”, pływał do października 1940 roku, kiedy to objął dowodzenie francuskiego frachtowca „Ile de Batz”. Statek ten pływał pod trzema alianckimi banderami.
Po zejściu z „francuza”, 15 września 1941, kapitan Gubała zorganizował zakłady remontowe Baltic Coasting Ltd. w Liverpoolu. W 1945 roku spotkał Władysława Wagnera, z którym rozpoczął ryzykowną pracę rybaka na Morzu Północnym. Na pierwsze połowy wyruszyli 19 kwietnia 1945 na niewielkim kutrze „Zjawa III”.

## W Polsce Ludowej
Od lipca 1946 roku pracował w charakterze inspektora techniczno-nawigacyjnego Polskiej Misji Morskiej w Londynie, przekazując krajowej spółce Dalmor pierwsze statki rybackie pozyskane w ramach dostaw UNRRA dla Tymczasowego Rządu Jedności Narodowej. Do Polski wrócił w 1948 roku na jednym z ostatnich przekazanych przez UNRRA trawlerów i podjął pracę w Dalmorze. W 1950 roku przeszedł do Urzędu Morskiego w Gdyni, gdzie zatrudniono go na stanowisku szefa Oddziału Inspekcji, a ponadto był dyrektorem Państwowej Szkoły Rybaków Morskich.
W sierpniu 1952 roku został aresztowany przez UB pod zarzutem udziału w antypaństwowej organizacji WiN i szpiegostwa. Skazany został na karę śmierci, co zamieniono na 10 lat, a następnie na 5 lat więzienia. Na wolność wyszedł w grudniu 1956 roku.
Wrócił do pracy na morzu jako kapitan w PLO i Chipolbroku. Po 1965 roku, kiedy to przeszedł na emeryturę, pływał jeszcze na chłodniowcu „Stella Nova” należącym do Wincentego Bartosiaka.
Przełożył na język polski międzynarodowy kod sygnałowy, przygotowany przez Podkomisję Międzynarodowego Kodu Sygnałowego przy Międzyrządowej Morskiej Organizacji Doradczej w Londynie w 1965 r. (wydany przez Wydawnictwo Morskie w 1969 r.; współautor tłumaczenia Zdzisław Teisseyre). Autor wielu publikacji marynistycznych.
Był bratem kpt. ż.w. Bronisława Gubały.
Pochowany został na cmentarzu Witomińskim w Gdyni (kwatera 20-28-2).

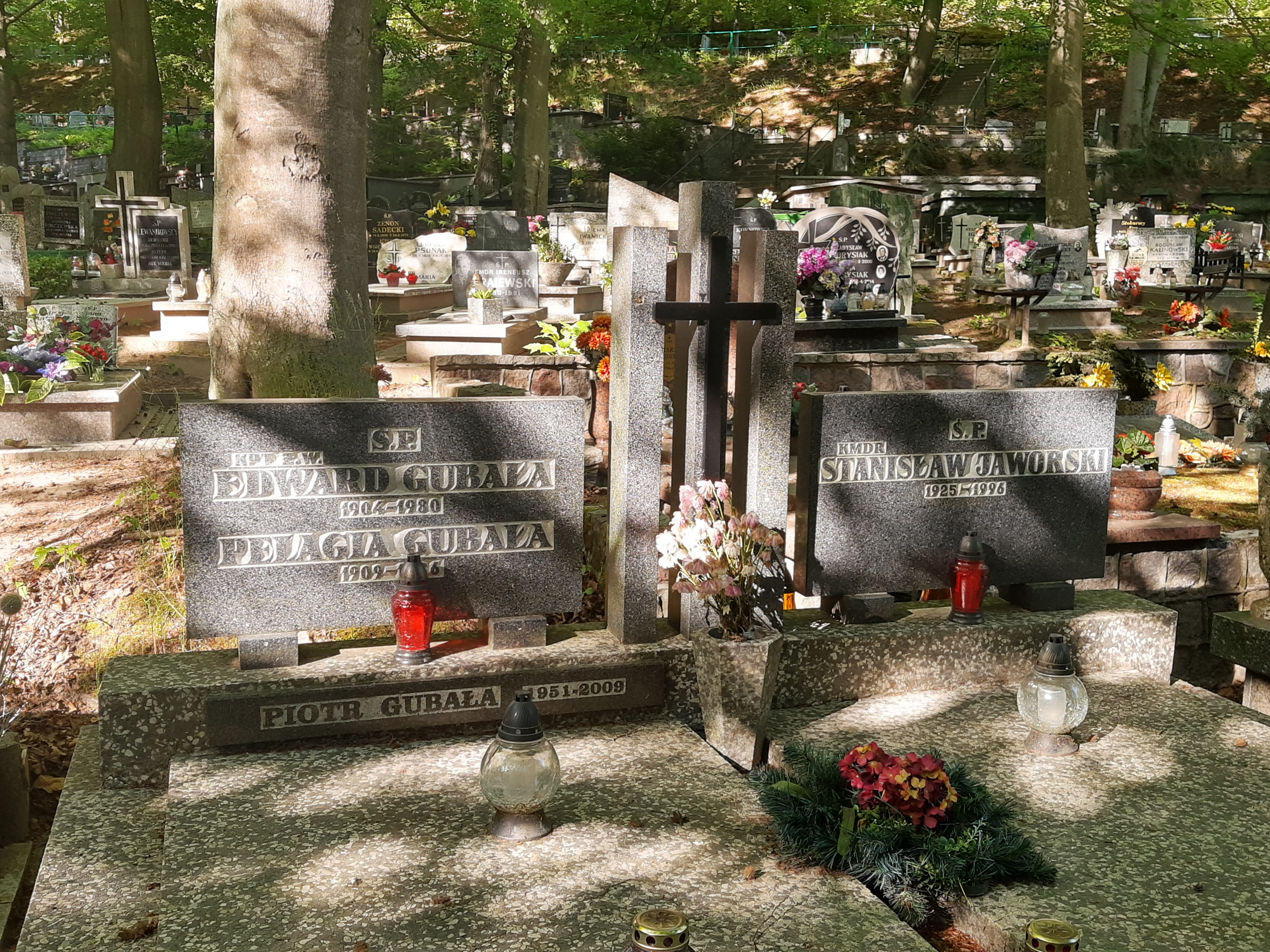
Grób Edwarda Gubały na cmentarzu Witomińskim

## Odznaczenia i upamiętnienie
Był odznaczony Medalem Morskim, Medalem Zwycięstwa i Wolności 1945, Atlantic Star i War Medal 1939–1945. Za książki Przygoda mojego życia i Pożegnanie z morzem uhonorowany został Nagrodą im. Josepha Conrada.
W czerwcu 2018 r. w Alei Zasłużonych Ludzi Morza w Rewie odsłonięto pamiątkową tablicę upamiętniającą Edwarda Gubałę i jego brata Bronisława.